# Ågrävare
Ågrävare (Dyschirius intermedius) är en skalbaggsart som beskrevs av Jules Putzeys 1846. Ågrävare ingår i släktet Dyschirius, och familjen jordlöpare. Enligt den svenska rödlistan är arten nära hotad i Sverige. Arten förekommer i Götaland. Artens livsmiljö är våtmarker, havsstränder, stadsmiljö.